# Église Saint-Onneau d'Esquibien
L'église Saint-Onneau est une église située dans le département français du Finistère, sur l'ancienne commune d'Esquibien.

## Historique
L'église, consacrée à saint Onneau, saint totalement inconnu, qui pourrait être en fait saint Goueznou (mais cela reste à prouver), a été bâtie au XVe siècle. Elle comprend une nef avec bas-côtés, un transept, une abside polygonale et un clocher ajouré (façade ouest). Le porche d'entrée est situé au sud.
L'église a été construite au centre d'un enclos qui comprenait un arc triomphal, par la suite transformé en monument aux morts. 
L'église fait l’objet d’une inscription au titre des monuments historiques depuis le 14 mai 1925.

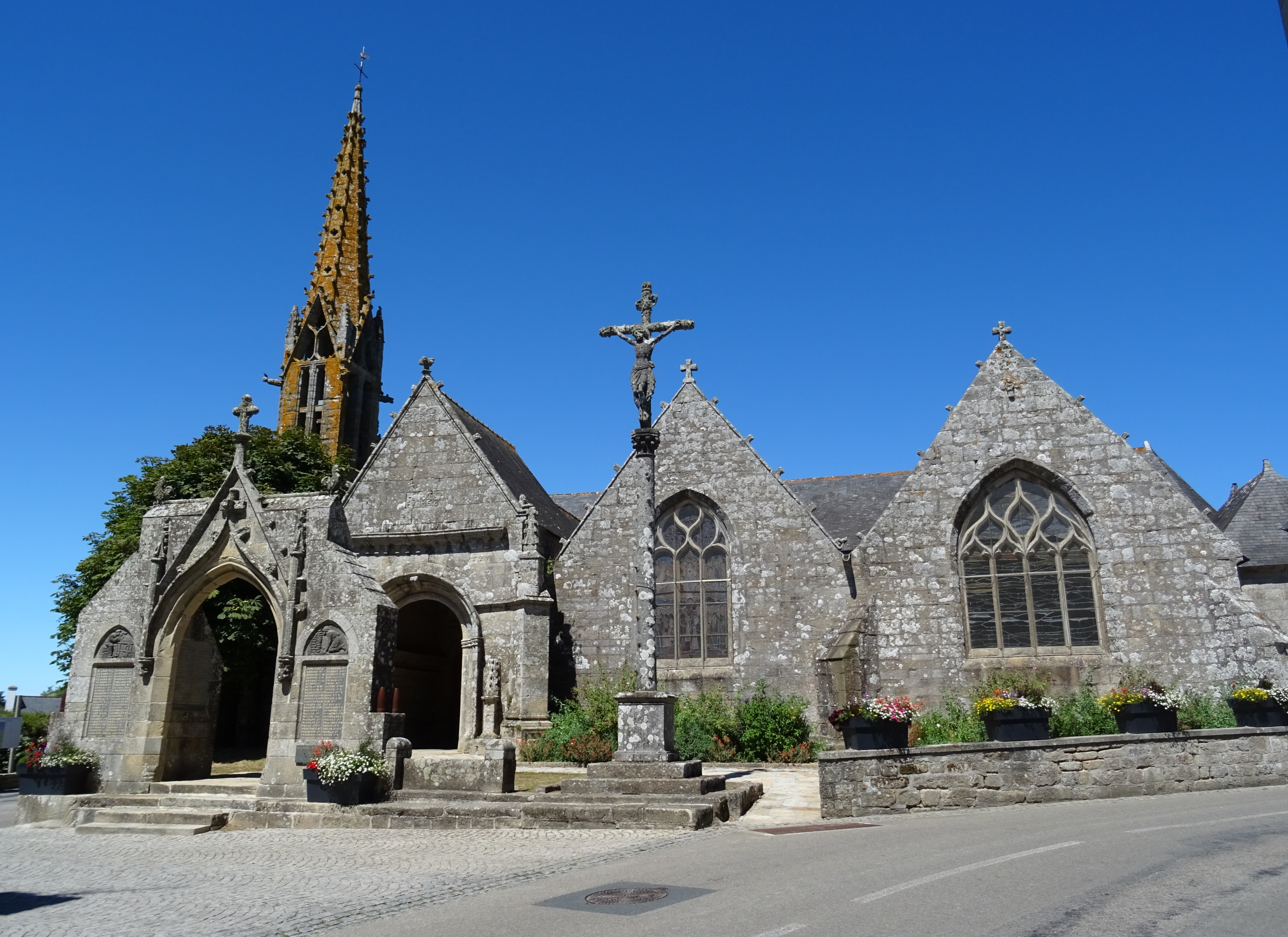
Vue extérieure côté sud.
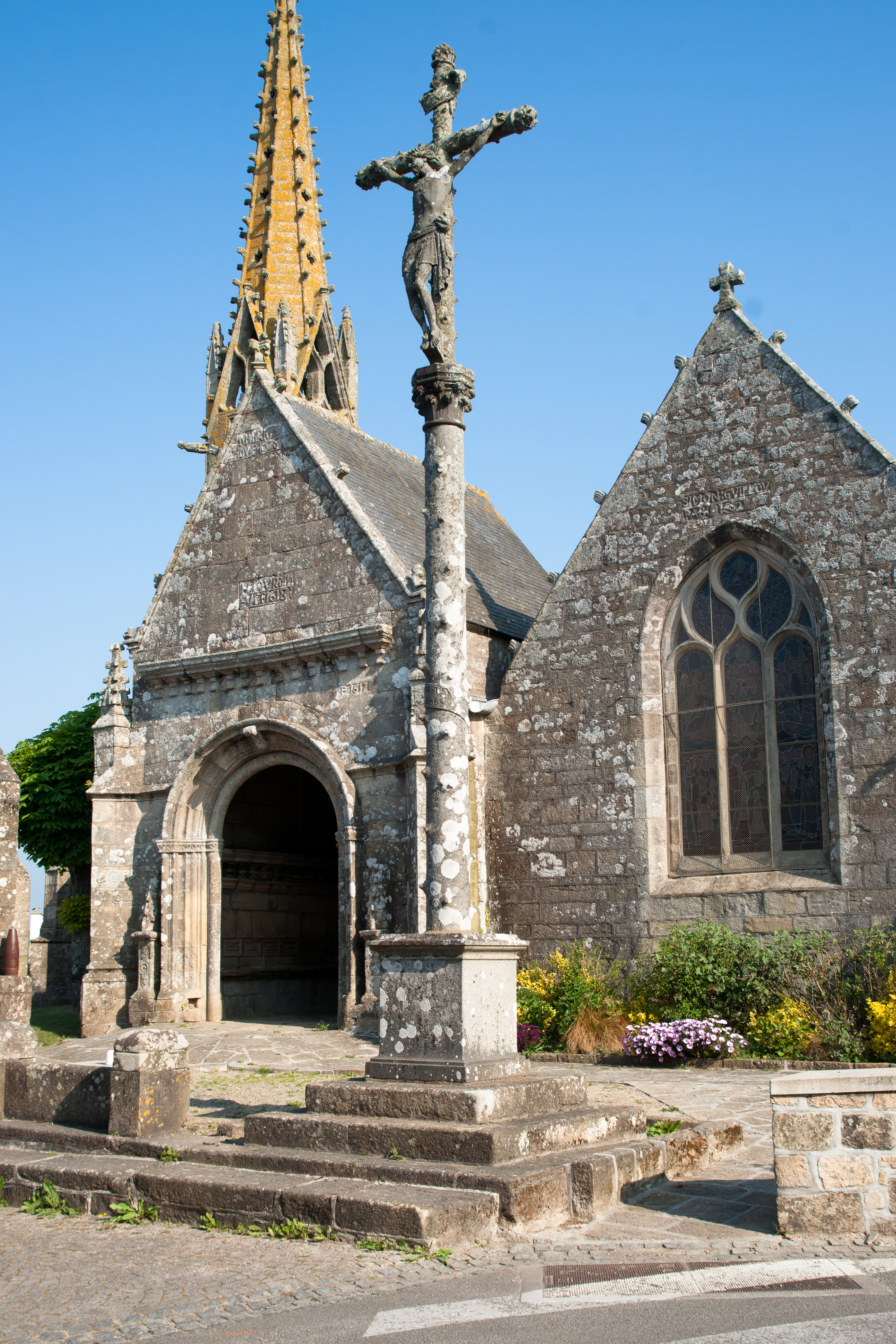
L'église et son calvaire.
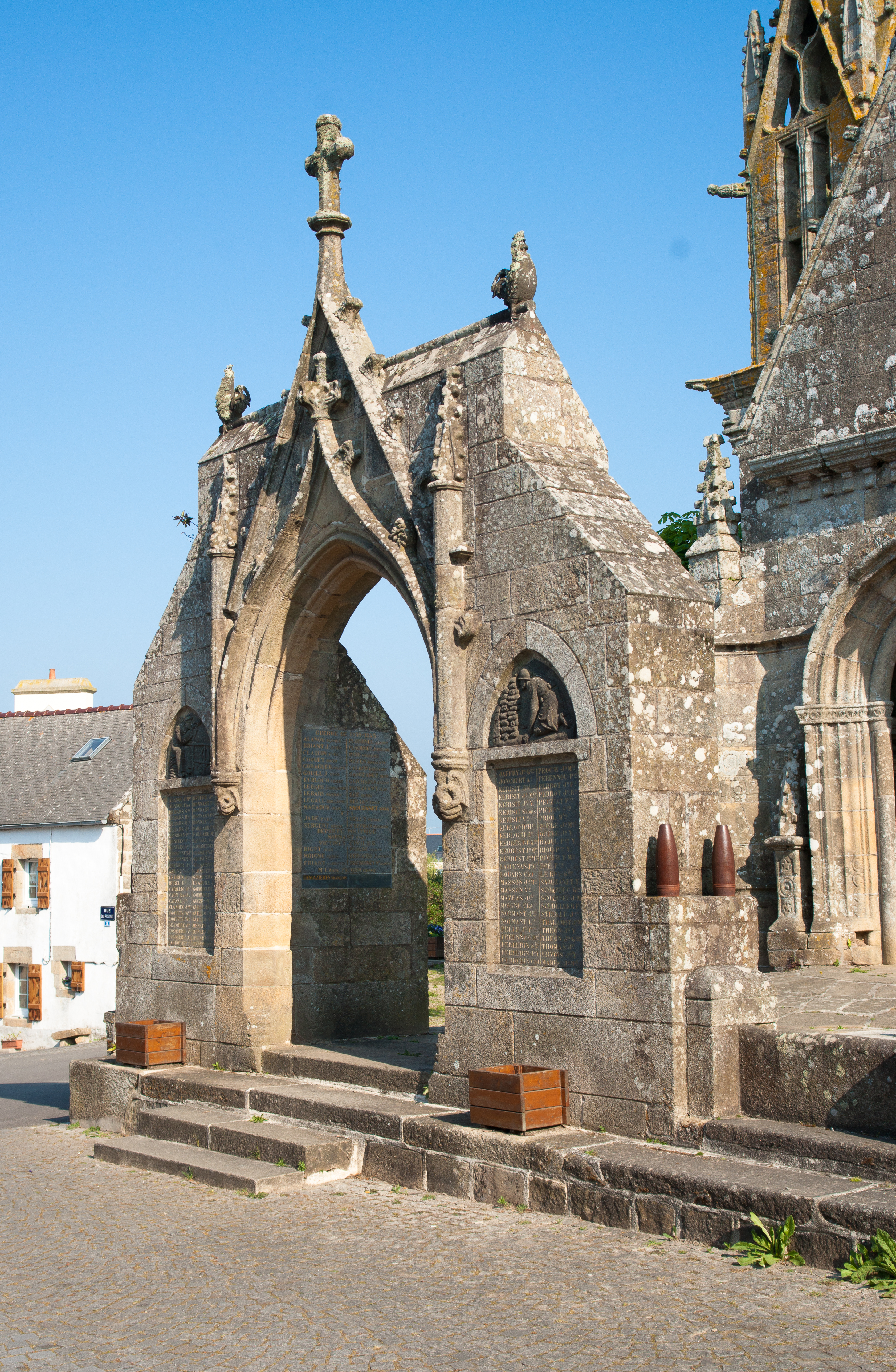
La porte triomphale de l'enclos paroissial, transformée en monument aux morts.
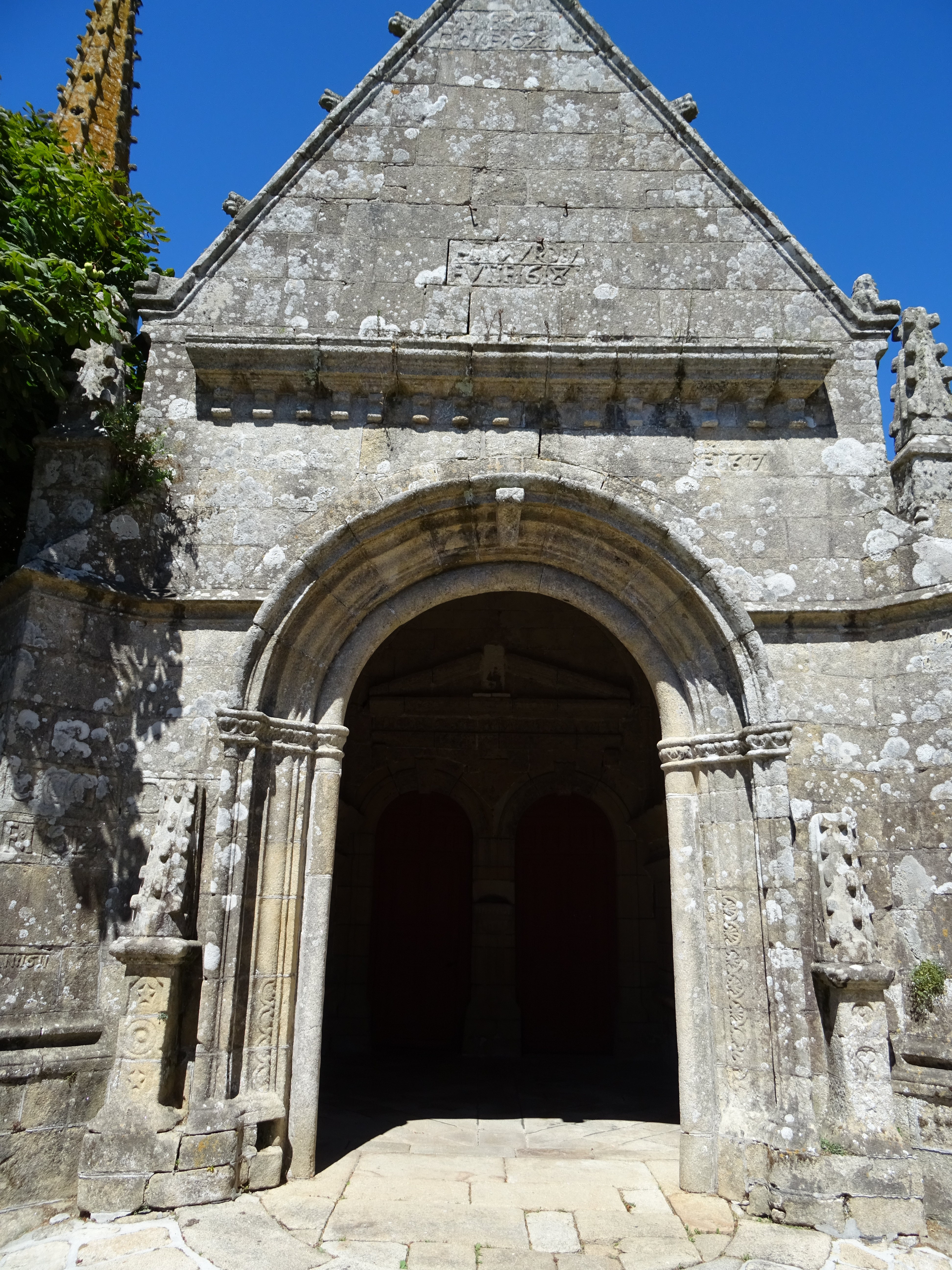
Le porche d'entrée.

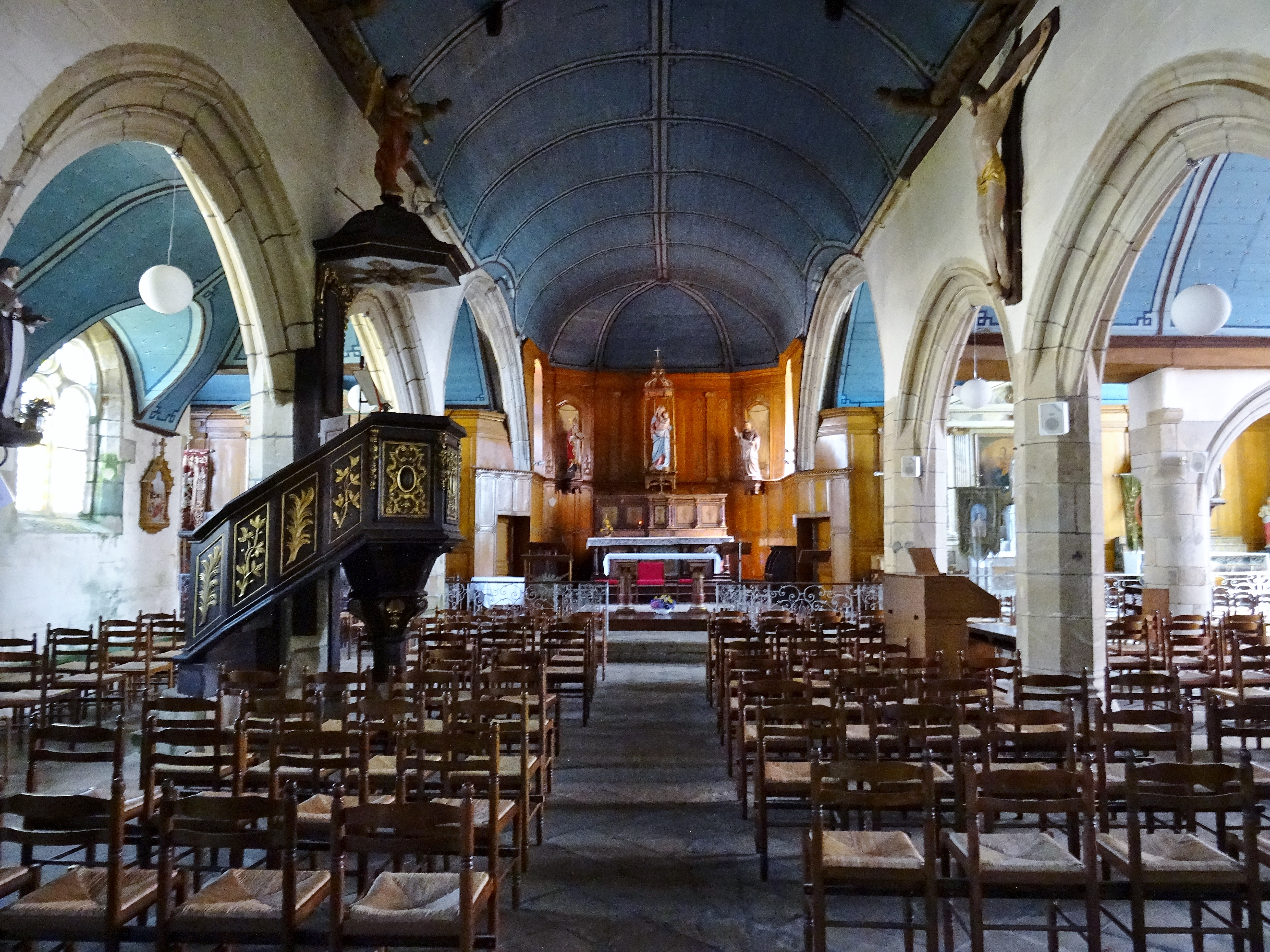
Vue intérieure d'ensemble.
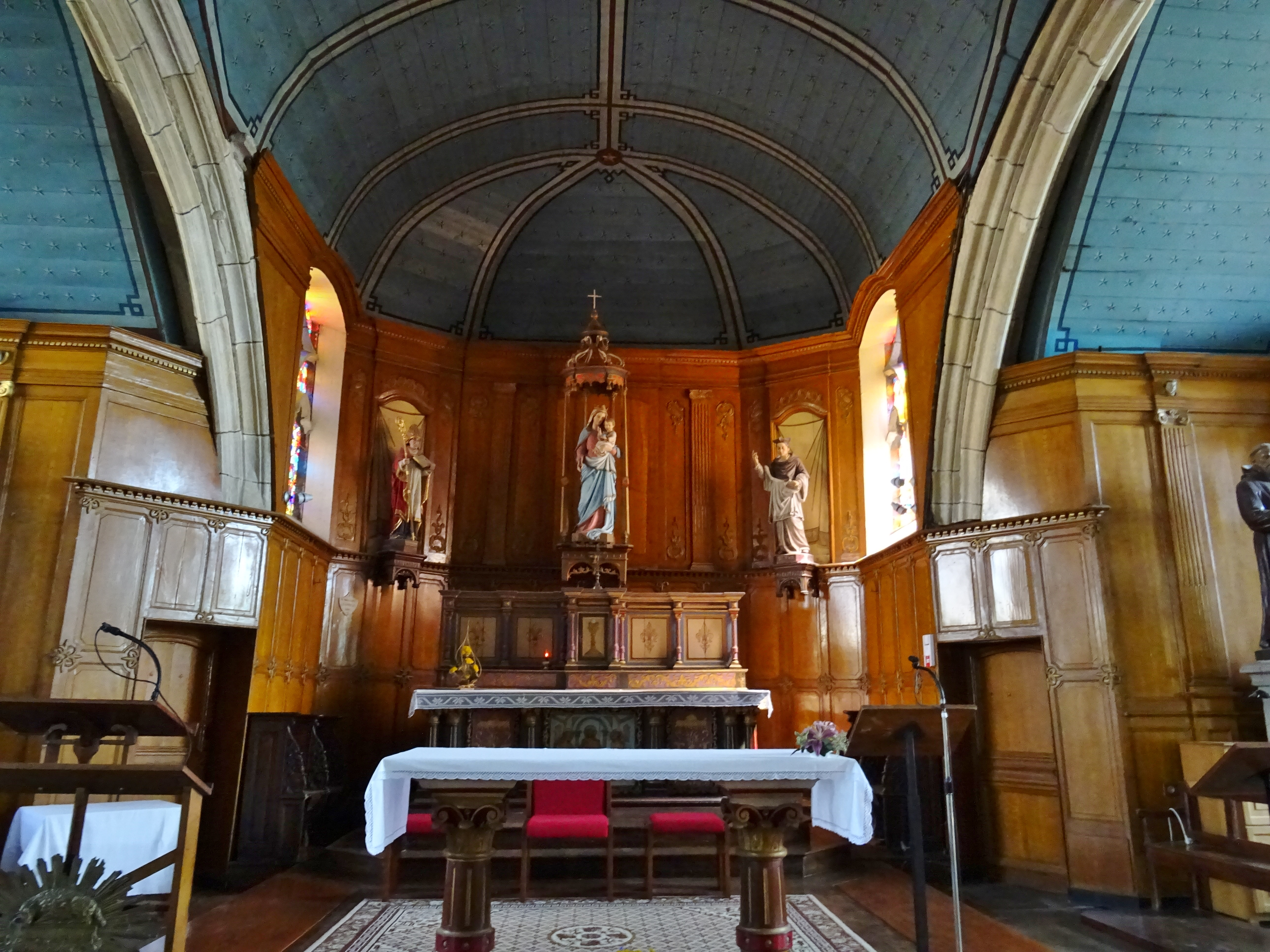
Le chœur et le maître-autel.
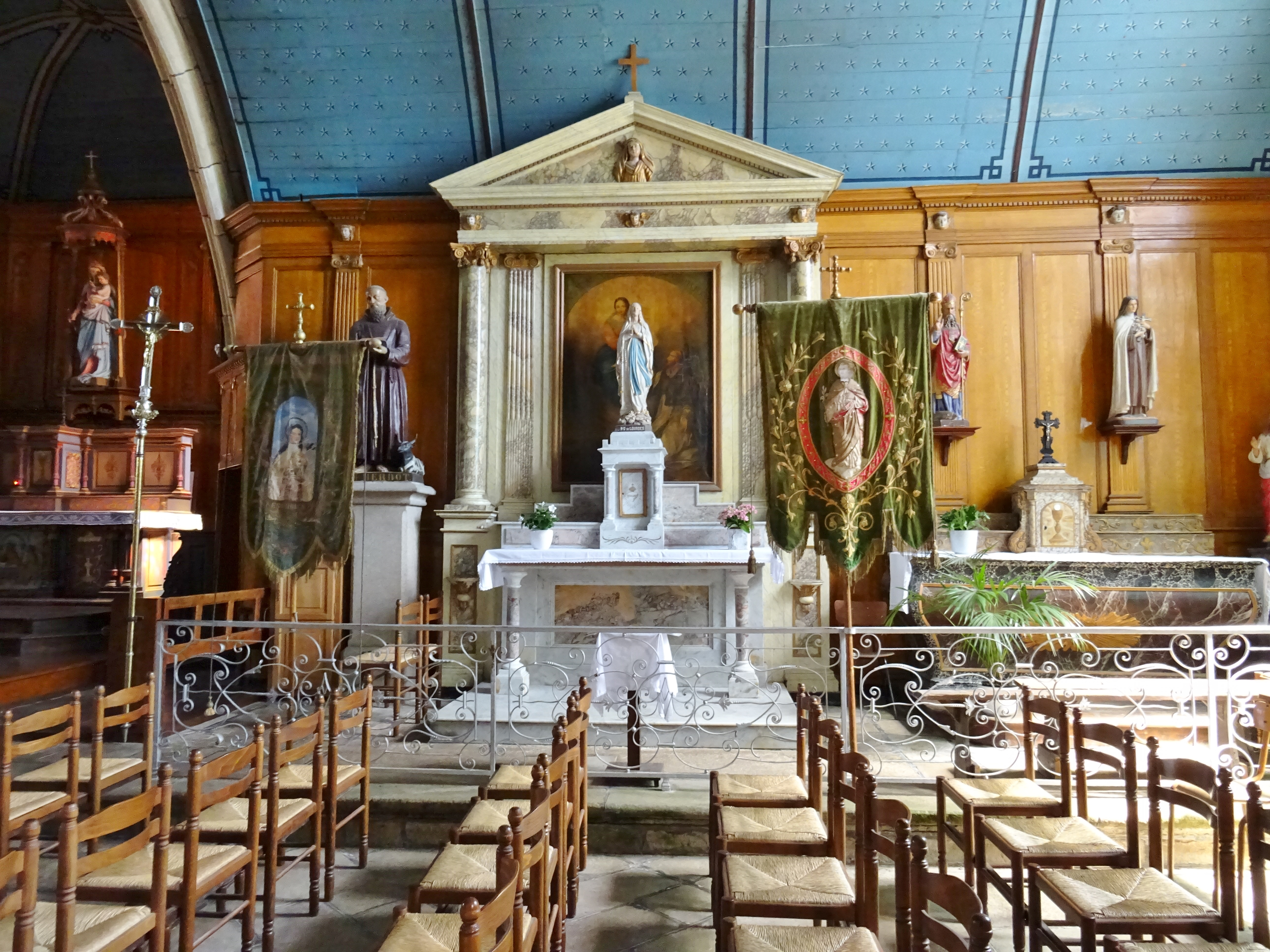
L'autel de la Vierge.
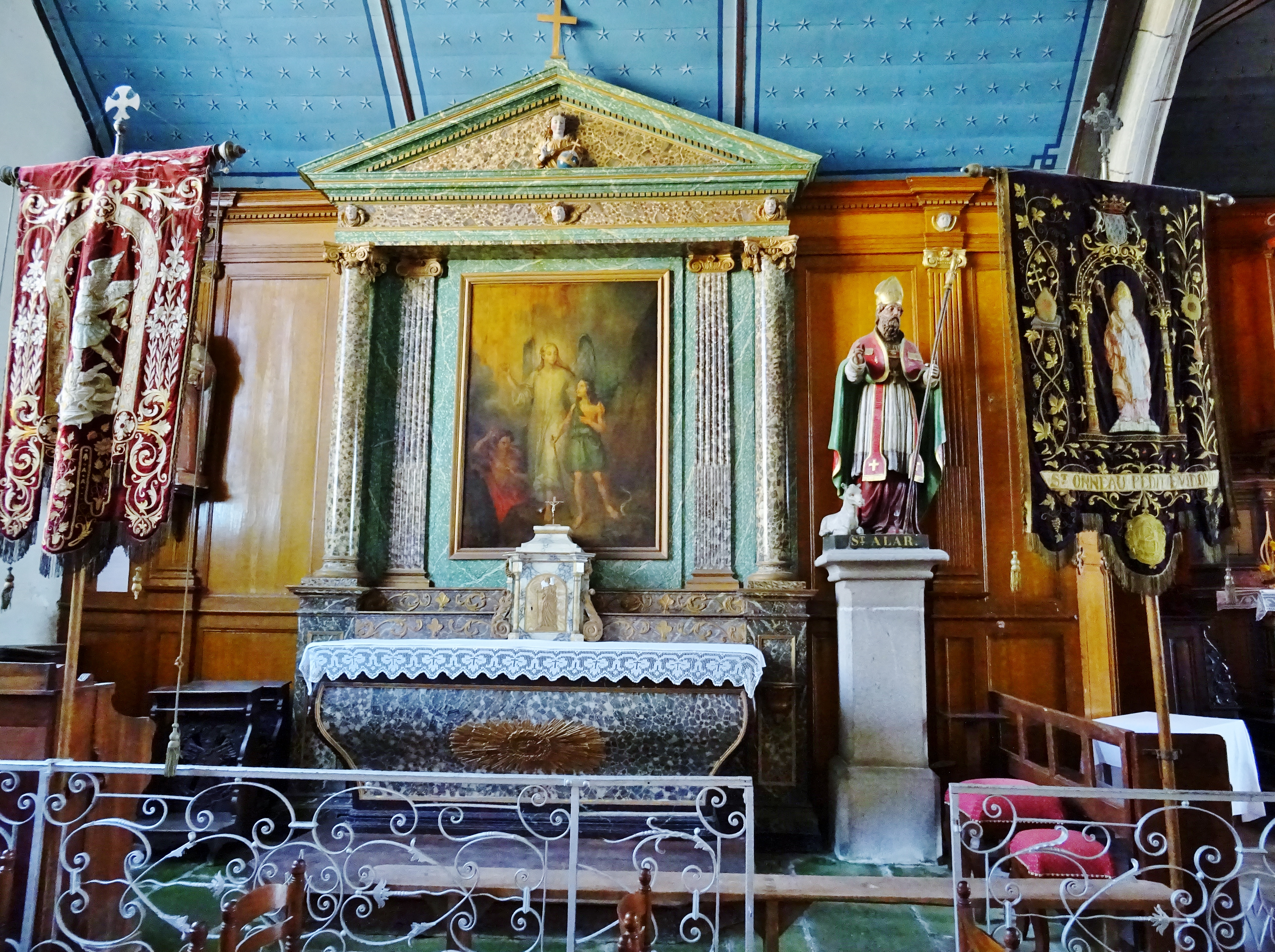
Autre autel latéral.
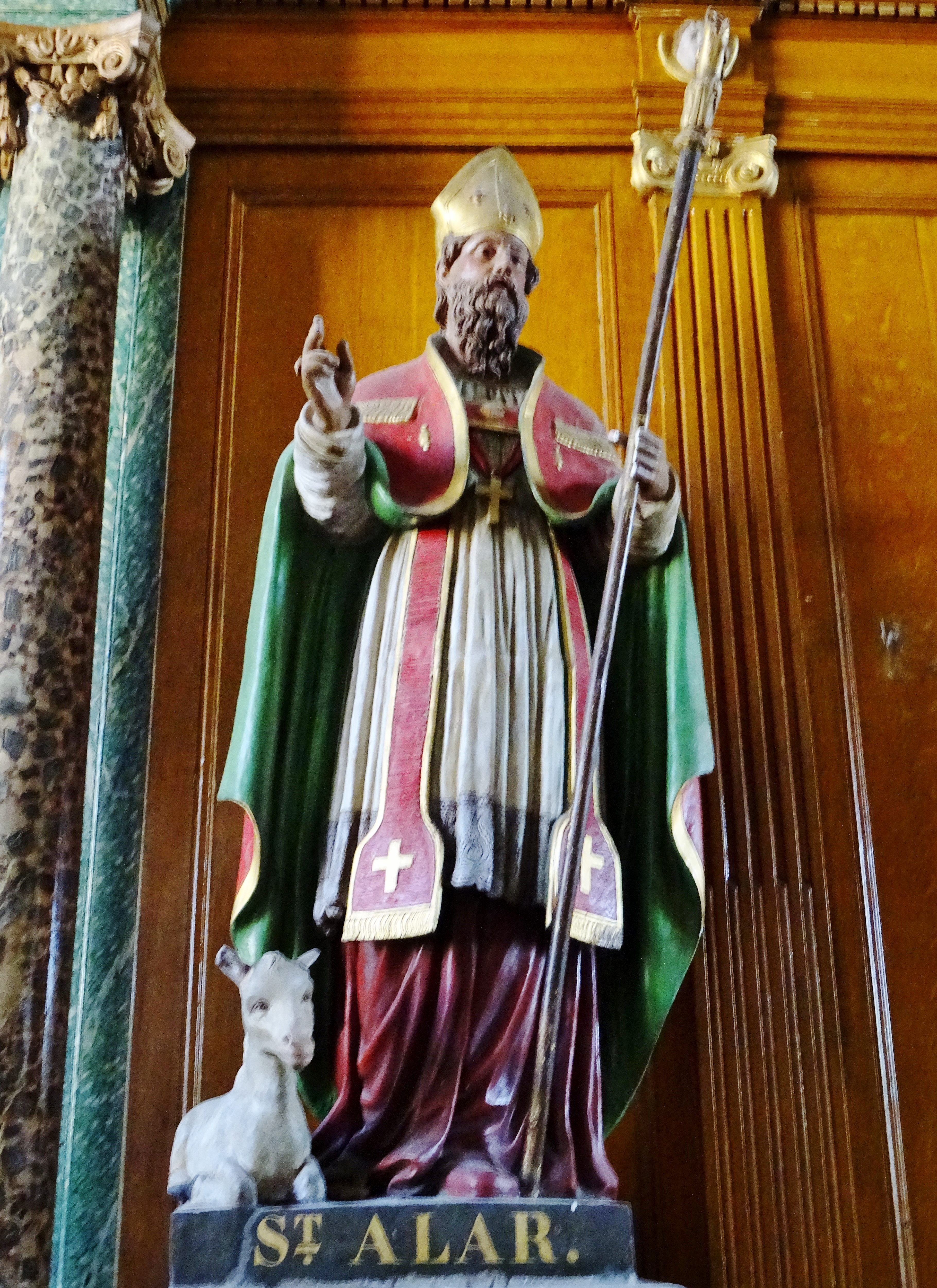
Statue de saint Alar.
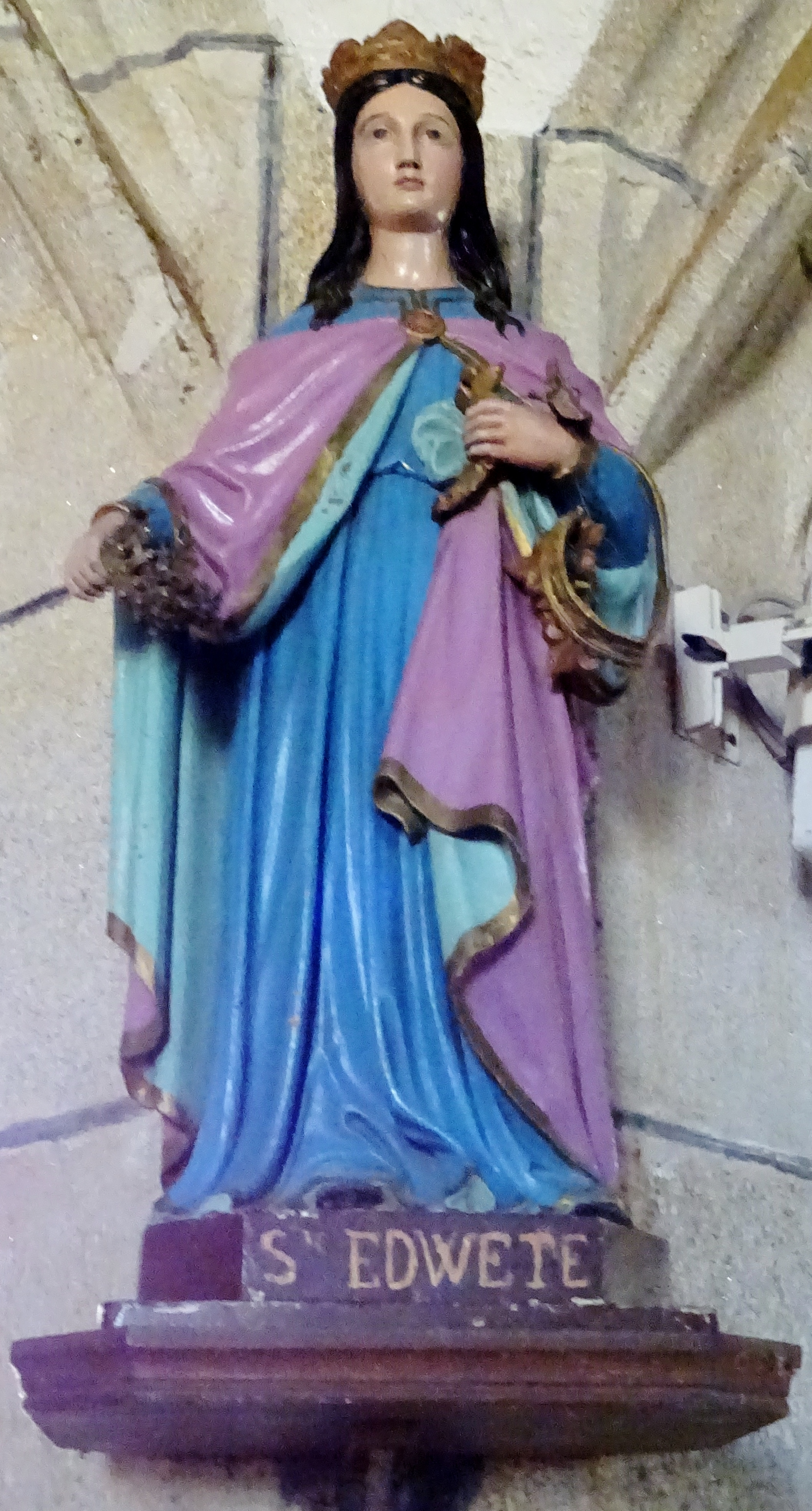
Statue de sainte Edwette.
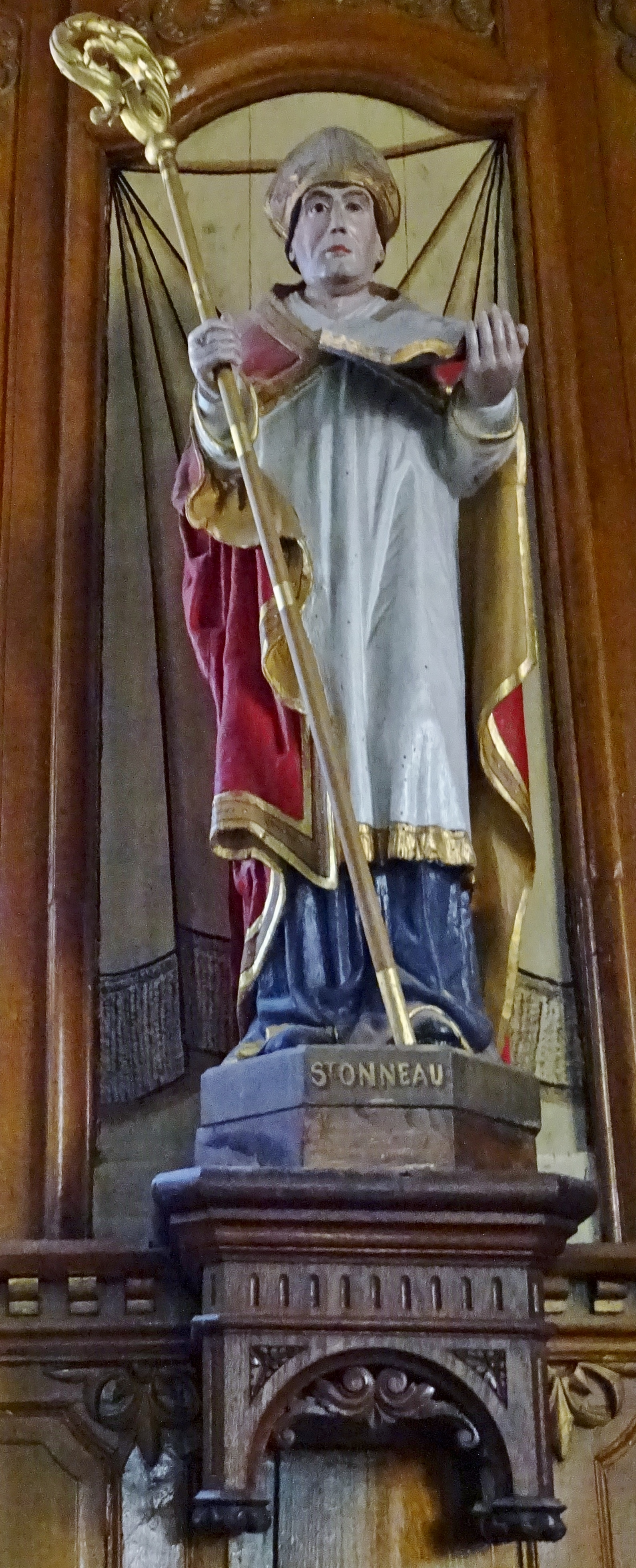
Statue de saint Onneau.
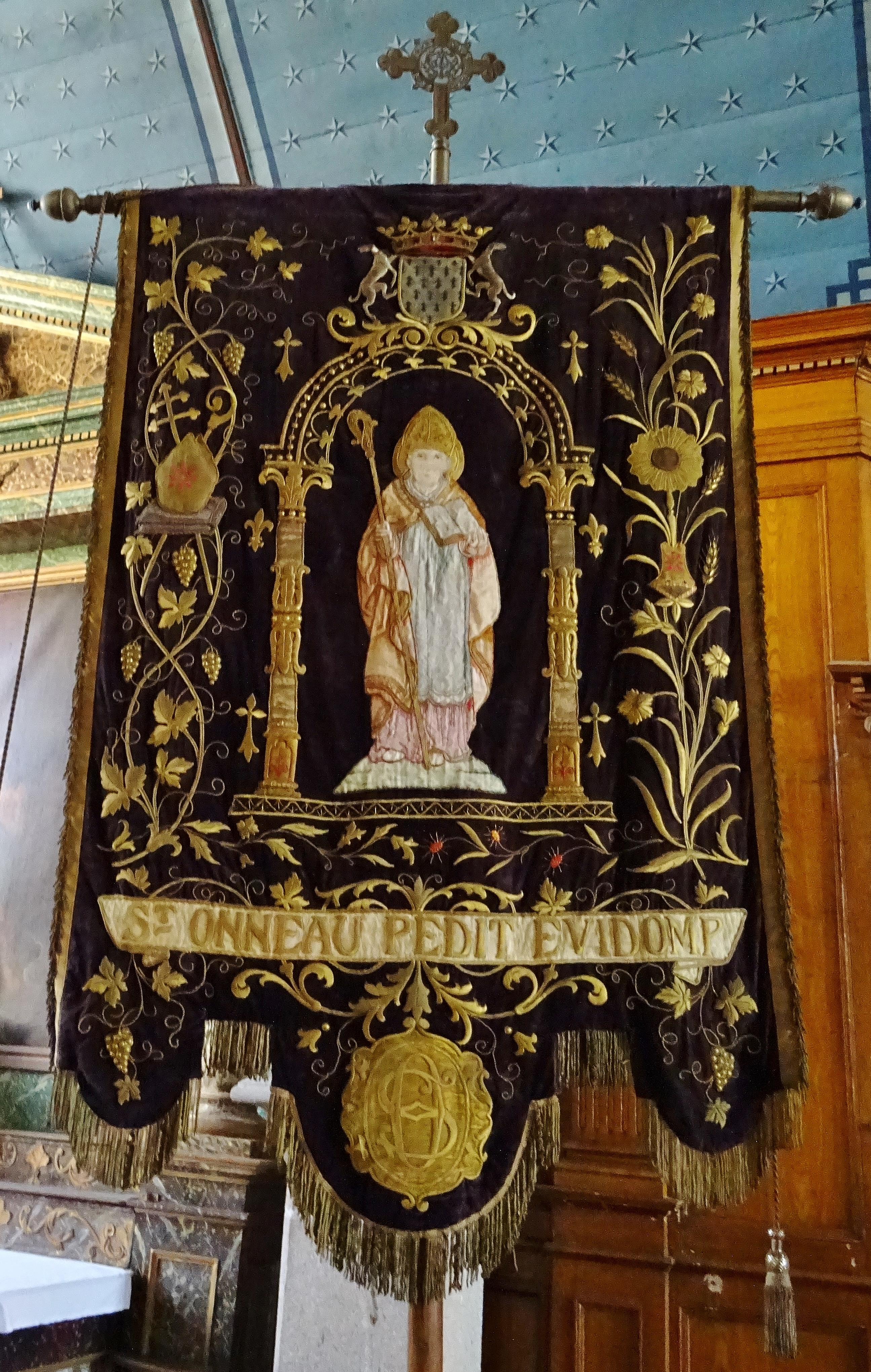
Bannière de procession de saint Onneau.

## Architecture
Elle date de la seconde moitié du XVIe et a été remaniée au XVIIe siècle.
Elle comprend une nef avec bas-côtés de cinq travées terminée par un chevet polygonal. Deux chapelles en aile forment faux transept ; celle du sud est partagée en deux par  deux  arcades  et  une  architrave.   Le  chevet  a  son  fenestrage  du  xvi"  ;  et  près  de  la porte  du  porche,  à  l'intérieur,  on  lit  l'inscription  :  «  1.  PARIS. FAB.  1581.  »  La  façade  ouest  est  de  la  même  famille  que  Plouhinec,  Confort,  Saint-Tugen,  Cléden,  Plogoff  avec  porte  en  anse  de panier  dans  un  arc  ogival.  Le  clocher,  d'une  grande  élégance,  ne porte  pas  de  galerie.  Les  voussures  des  grandes  arcades  pénètrent  directement  dans  les  piliers. Le  porche  sud,  voûté  sur  arcs  ogives  très  bombés,  avec  liernes longitudinale  et  transversale,  porte  l'inscription  :  «  LAN  :  1611  : GONIDEC.  FAB.  1612  :  H  :  JOURDIN  :  FUT  :  FAB  :  1618  :  N  :  BRÏGNON :  1623  »  ;  sous  le  linteau,  1617. Au-dessus  de  l'une  des  fenètres  sud  :  «  SIMON  GUILLOU  FAB. 1662.  » "

## Mobilier
Statues  anciennes  :  Crucifix,  saint  Onneau,  saint Corentin,  saint  Yves,  saint  Éloi  ;  une  Pieta  du XVIe siècle a été transportée à l'évêché.

## Culte

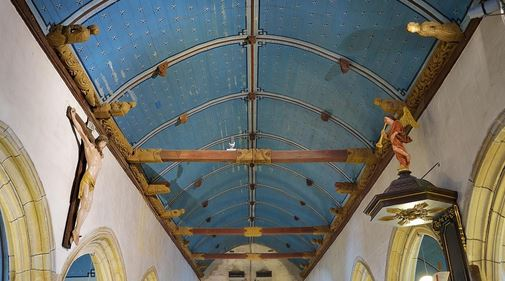
La nef de l'église Saint-Onneau.

Le pardon de saint Onneau a lieu chaque 11 août.